# М'єрлеу
М'єрлеу (рум. Mierlău) — село у повіті Біхор в Румунії. Входить до складу комуни Хідішелу-де-Сус.
Село розташоване на відстані 419 км на північний захід від Бухареста, 18 км на південь від Ораді, 121 км на захід від Клуж-Напоки, 141 км на північний схід від Тімішоари.

## Населення
За даними перепису населення 2002 року у селі проживали 854 особи.
Національний склад населення села:
| Національність | Кількість осіб | Відсоток |
| -------------- | -------------- | -------- |
| румуни         | 845            | 98,9%    |
| цигани         | 9              | 1,1%     |

Рідною мовою назвали:
| Мова      | Кількість осіб | Відсоток |
| --------- | -------------- | -------- |
| румунська | 846            | 99,1%    |
| циганська | 8              | 0,9%     |